# Chinese Women’s Super League 2019
Die Chinese Women’s Super League 2019 war die dreiundzwanzigste Spielzeit der chinesischen Fußballliga der Frauen gewesen. Titelverteidiger war Dalian WFC.

## Teilnehmer
| Team                      | Stadt     | Heimstadion                                      | Kapazität | Vorjahresplatzierung |
| ------------------------- | --------- | ------------------------------------------------ | --------- | -------------------- |
| Dalian WFC                | Dalian    | Dalian-Sports-Center-Stadion                     | 61.000    | Meister              |
| Changchun Zhuoyue WFC     | Changchun | Development-Area-Stadion                         | 25.000    | 3. Platz             |
| Jiangsu Suning LFC        | Nanjing   | Wutaishan-Stadion                                | 18.500    | 2. Platz             |
| Shanghai Shengli FC       | Shanghai  | Stadion des Baoshan Campus, Shanghai-Universität | n. B.     | 5. Platz             |
| Beijing BG Phoenix FC     | Peking    | Xiannongtan-Stadion                              | 30.000    | 6. Platz             |
| Meizhou Huijun FC         | Meizhou   | Huitang Stadium                                  | 39.888    | Aufsteiger           |
| Wuhan Jianghan University | Wuhan     | Tazi-Lake-Sportcenter                            | n. B.     | 4. Platz             |
| Henan Huishang WFC        | Luoyang   | Luoyang-Stadion                                  | 39.888    | 7.                   |

## Ausländische Spieler
Jeder Verein darf nur drei ausländische und ehemalige Spieler während der Saison verpflichten.
| Mannschaft                | Spieler 1       | Spieler 2        | Spieler 3 | ehemalige Spieler 1 |
| ------------------------- | --------------- | ---------------- | --------- | ------------------- |
| Dalian WFC                |                 |                  |           | Asisat Oshoala      |
| Changchun Zhuoyue WFC     | Chú Santos      | Lelê             | Rafaelle  |                     |
| Jiangsu Suning LFC        | Elizabeth Addo  | Tabitha Chawinga |           |                     |
| Shanghai Shengli WFC      | Camila          | Francisca Ordega |           |                     |
| Beijing BG Phoenix FC     | Thembi Kgatlana | Linda Motlhalo   |           |                     |
| Meizhou Huijun FC         |                 |                  |           |                     |
| Wuhan Jianghan University | Byanca          |                  |           |                     |
| Henan Huishang WFC        | Onome Ebi       | Chinwendu Ihezuo |           |                     |

## Reguläre Saison
| Pl. | Verein                        | Sp. | S  | U | N  | Tore    | Diff. | Punkte |
| --- | ----------------------------- | --- | -- | - | -- | ------- | ----- | ------ |
| 1.  | Jiangsu Suning LFC            | 14  | 12 | 1 | 1  | 043:900 | +34   | 37     |
| 2.  | Shanghai Shengli WFC          | 14  | 8  | 5 | 1  | 035:110 | +24   | 29     |
| 3.  | Changchun Dazhong Zhuoyue WFC | 14  | 7  | 3 | 4  | 026:270 | −1    | 24     |
| 4.  | Wuhan Jianghan University     | 14  | 6  | 1 | 7  | 016:210 | −5    | 19     |
| 5.  | Beijing BG Phoenix FC         | 14  | 4  | 4 | 6  | 019:200 | −1    | 16     |
| 6.  | Meizhou Huijun FC (N)         | 14  | 4  | 2 | 8  | 015:360 | −21   | 14     |
| 7.  | Henan Huishang WFC            | 14  | 3  | 3 | 8  | 020:270 | −7    | 12     |
| 8.  | Dalian WFC (M)                | 14  | 1  | 3 | 10 | 006:290 | −23   | 06     |

| Zum 14. Spieltag: |                                                    |  |  |
| Meister der CWSL und Qualifikation zur AFC Women’s Club Championship 2019 Abstieg in die Chinese Women’s League One 2020 |                                                    |  |  |
| |                                                    |  |  |
| Zum Saisonende 2018: |                                                    |  |  |
| (M) | Meister der Chinese Women’s Super League 2018      |  |  |
| (N) | Aufsteiger aus der Chinese Women’s League One 2018 |  |  |